# Elisa D'Ovidio
Pour les articles homonymes, voir D'Ovidio.
Elisa D'Ovidio est une ancienne joueuse de football australienne née le 24 février 1989.